# Hand Maid May
Hand Maid May (ハンドメイドメイ, Handomeidomei) is een animeserie uitgebracht in Japan in 2000. Het is een maid comedy van 11 afleveringen met elementen van het haremgenre en maakt ook gebruik van veel fanservice. Het verhaal draait om de avonturen van Kazuya Saotome en een cyberdoll genaamd May.

## Plot
Kazuya Saotome, een nerdy technische student probeert een robot met kunstmatige intelligentie te ontwikkelen. Door toedoen van zijn rivaal, Kotaro Nanbara, wordt zijn computer geïnfecteerd met een virus en wordt als gevolg daarvan een zogenaamde cyberdoll besteld. Deze luistert naar de naam May en is schaal 1:6. Het verhaal vertelt verder het verloop van de relatie tussen Kazuya en May, de bemoeienissen van Kotaro en de pogingen van het bedrijf waar May vandaan komt (Cyberdyne) om haar terug te halen vanwege het feit dat er niet voor haar betaald is.